# Up the River (1938)
Up the River is een Amerikaanse filmkomedie uit 1938 onder regie van Alfred L. Werker. Destijds werd de film in Nederland onder de titel Kom je ook achter de tralies? uitgebracht.

## Verhaal
Chipper Morgan en Darby Randall zijn twee oplichters aan boord van een oceaanstomer. Als ze bij het pokeren een cipier willen bedriegen, laat hij hen arresteren bij aankomst in New York. Ze belanden in een gevangenis, waar ze vroeger al een straf hadden uitgezeten. Tijdens hun eerdere verblijf speelden ze niet onverdienstelijk voetbal. De trainer Slim Nelson is daarom opgetogen met hun komst.

## Rolverdeling
| Acteur           | Personage        |
| ---------------- | ---------------- |
| Preston Foster   | Chipper Morgan   |
| Tony Martin      | Tommy Grant      |
| Phyllis Brooks   | Helen Lindsay    |
| Slim Summerville | Slim Nelson      |
| Arthur Treacher  | Darby Randall    |
| Alan Dinehart    | Clarence Willis  |
| Eddie Collins    | Fisheye Conroy   |
| Jane Darwell     | Mevrouw Graham   |
| Sidney Toler     | Jeffrey Mitchell |
| Bill Robinson    | Memphis Jones    |
| Edward Gargan    | Tiny             |
| Robert Allen     | Ray Douglas      |
| Dorothy Dearing  | Martha Graham    |
| Charles D. Brown | Harris           |